# Gmina Karczew
Die Gmina Karczew ist eine Stadt-und-Land-Gemeinde im Powiat Otwocki der Woiwodschaft Masowien in Polen. Ihr Sitz ist die gleichnamige Kleinstadt mit etwa 9850 Einwohnern.

## Geographie
Die Gemeinde liegt 20 Kilometer südöstlich von Warschau. Nachbargemeinden sind Celestynów, Góra Kalwaria, Konstancin-Jeziorna, Otwock und Sobienie-Jeziory. Ihre Westgrenze wird durch die Weichsel gebildet.
Die Gemeinde hat eine Fläche von 81,5 km² von der 58 Prozent land- und 24 Prozent forstwirtschaftlich genutzt werden.

## Geschichte
Die Landgemeinde wurde 1973 wieder gebildet. Stadt- und Landgemeinde wurden 1990/1991 zur Stadt-und-Land-Gemeinde zusammengelegt. Ihr Gebiet gehörte bis 1975 zur Woiwodschaft Warschau. Es kam dann bis 1998 zur stark verkleinerten Woiwodschaft gleichen Namens, der Powiat wurde in dieser Zeit aufgelöst. Zum 1. Januar 1999 kam die Gemeinde zur Woiwodschaft Masowien und zum wiedererrichteten Powiat Otwocki.
Die frühere Landgemeinde bestand bis 1952 im Powiat Warschau. Von 1952 bis 1957 bestand der Powiat miejsko-uzdrowiskowy Otwock. Der Hauptort der Gemeinde wurde 1957 Osiedle und 1958 zur Stadt erhoben. 

## Gliederung

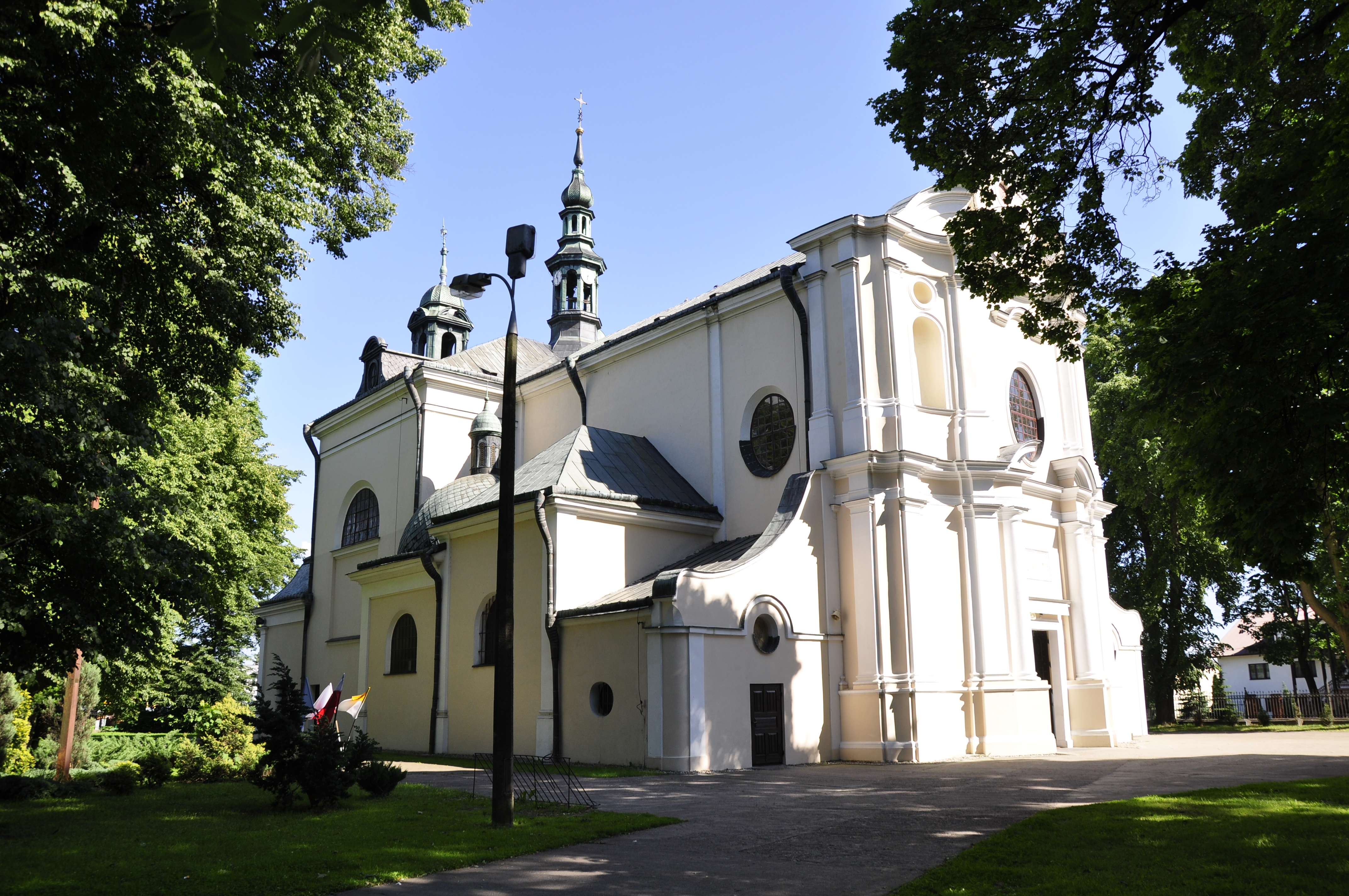
Kirche in Karczew

Die Stadt-und-Land-Gemeinde (gmina miejsko-wiejska) Karczew gliedert sich in die Stadt selbst und 15 Orte mit Schulzenamt (sołectwo):
- Brzezinka
- Całowanie
- Glinki
- Janów
- Kępa Nadbrzeska
- Kosumce
- Łukówiec
- Nadbrzeż
- Ostrówek
- Ostrówiec
- Otwock Mały
- Otwock Wielki
- Piotrowice
- Sobiekursk
- Wygoda

Der Ort Władysławów gehört zum Schulzenamt Kępa Nadbrzeska.

## Sehenswürdigkeiten
- Barockkirche in Karczew (1732)
- Jüdischer Friedhof in Karczew
- Bieliński-Palast in Otwock Wielki (18. Jahrhundert)

## Bildung
Der Bereich Bildung umfasst fünf Kindergärten (przedszkole), drei Grundschulen (szkoła podstawowa) und eine Mittelschule (gimnazjum). Die Bibliothek der Gemeinde hat drei Filialen.